# Mission-Tové
Pour les articles homonymes, voir Mission et Tove.
Mission-Tové est une ville du Togo située à une trentaine de kilomètres de la capitale, Lomé. Elle compte 9040 habitants  sur une superficie de 57,11 km2.

## Géographie

### Quartiers
- Biosse (Diosse, appellation locale), Senya, Apeyeyeme, Apetepe, Kpogoènu, Kpeme.

## Économie
La population vit de l'agriculture, essentiellement de la culture du riz. La ville située dans la vallée du Zio bénéficie d'un cadre propice à la culture du riz.

## Fêtes traditionnelles
Depuis 2018, les natifs célèbrent chaque année la fête du Riz dénommée « Mɔlu Zã »